# Phocoenidae
Los focénidos (Phocoenidae) son una familia de cetáceos odontocetos que incluye las marsopas (latín, «cerdos de mar»). Son las especies más pequeñas del infraorden Cetacea, y el uso del término es confuso a nivel vernáculo, ya que suele llamarse marsopa a cualquier delfín de tamaño pequeño, aunque correspondan a una familia taxonómica diferente (por ejemplo, el delfín de Héctor). Si bien son similares a los delfines, están de hecho relacionados de manera más cercana con los narvales y las belugas. Hay siete especies existentes de marsopas, todas entre las más pequeñas de los cetáceos dentados. Se diferencian de los delfines en particular por sus dientes aplanados en forma de pala, distintos de los dientes cónicos de los delfines, así como en la falta de un hocico pronunciado, aunque algunos delfines (p. ej., el delfín de Héctor) también carecen de hocicos pronunciados. Las marsopas, y otros cetáceos, pertenecen al clado Cetartiodactyla junto con los ungulados de dos dedos, y sus parientes vivientes más cercanos son los hipopótamos, de los que divergieron hace alrededor de 40 millones de años.
Las marsopas varían en tamaño desde la vaquita marina, con 1,4 metros de longitud y 54 kilogramos de peso, hasta la marsopa de Dall, con 2,3 m y 220 kg. Varias especies muestran dimorfirsmo sexual, siendo las hembras más grandes que los machos. Tienen cuerpos ágiles y dos extremidades que se han modificado en aletas. Las marsopas usan la ecolocalización como su sistema sensorial principal. Algunas especies están bien adaptadas para sumergirse a grandes profundidades. Como todos los cetáceos, tienen una capa de grasa bajo la piel para mantenerse tibias en el agua fría.
Las marsopas son abundantes y se encuentran en una multitud de ambientes, incluyendo ríos (marsopa sin aleta), aguas costales y de plataforma (marsopa común, vaquita marina) y el océano abierto (marsopa de Dall y marsopa de anteojos), en aguas de todas las temperaturas desde tropicales (p. ej., la vaquita en el golfo de California) hasta polares (la marsopa común en Groenlandia). Las marsopas se alimentan principalmente de peces y calamares, como el resto de odontocetos. Se sabe poco acerca de su comportamiento reproductivo. Las hembras dan una cría cada año bajo condiciones favorables. Las crías nacen típicamente en los meses de primavera y verano y siguen dependiendo de la hembra hasta la siguiente primavera. Las marsopas producen clics ultrasónicos que usan para la navegación (ecolocalización) y para la comunicación social. A diferencia de muchas especies de delfines, las marsopas no forman grupos sociales grandes.
Las marsopas eran, y aún lo son, cazadas en algunos países por un método que implica rodearlas con botes y redes y empujarlas hacia las playas. Amenazas más grandes contra las marsopas incluyen la extensa captura accesoria por trasmallo, la competencia por comida con los pesqueros y la contaminación marina, en particular los metales pesados y los organoclorados. La vaquita marina estuvo a punto de extinguirse en el siglo XX debido a la captura accesoria en trasmallos, con una población predecida de menos de 100 individuos. Desde la extinción del baiji, la vaquita es considerado el cetáceo en mayor peligro. Algunas especies de marsopas han sido mantenidas en cautiverio y entrenadas para la investigación, educación y para la exhibición pública.

## Diferencias entre marsopas y delfines
- Tamaño: Las marsopas son más pequeñas, aunque comparativamente más robustas.
- Reproducción: las marsopas alcanzan la madurez sexual antes, y crían relativamente más vástagos que los delfines, poniendo el acento en la cantidad y no en la calidad de la crianza, según los parámetros de la teoría biológica de selección r.
- Dientes: las marsopas tienen dientes aplanados en lugar de la forma cónica de los delfines.
- Aleta dorsal: las marsopas tienen una aleta dorsal pequeña y triangular, e incluso no la presentan, como en el género Neophocaena, mientras que los delfines presentan aletas de formas redondeadas.
- Hocico: redondeado en las marsopas, con los extremos de la boca levantados en lo que parece una eterna sonrisa. Los delfines suelen presentar en general un hocico aguzado en forma de pico.

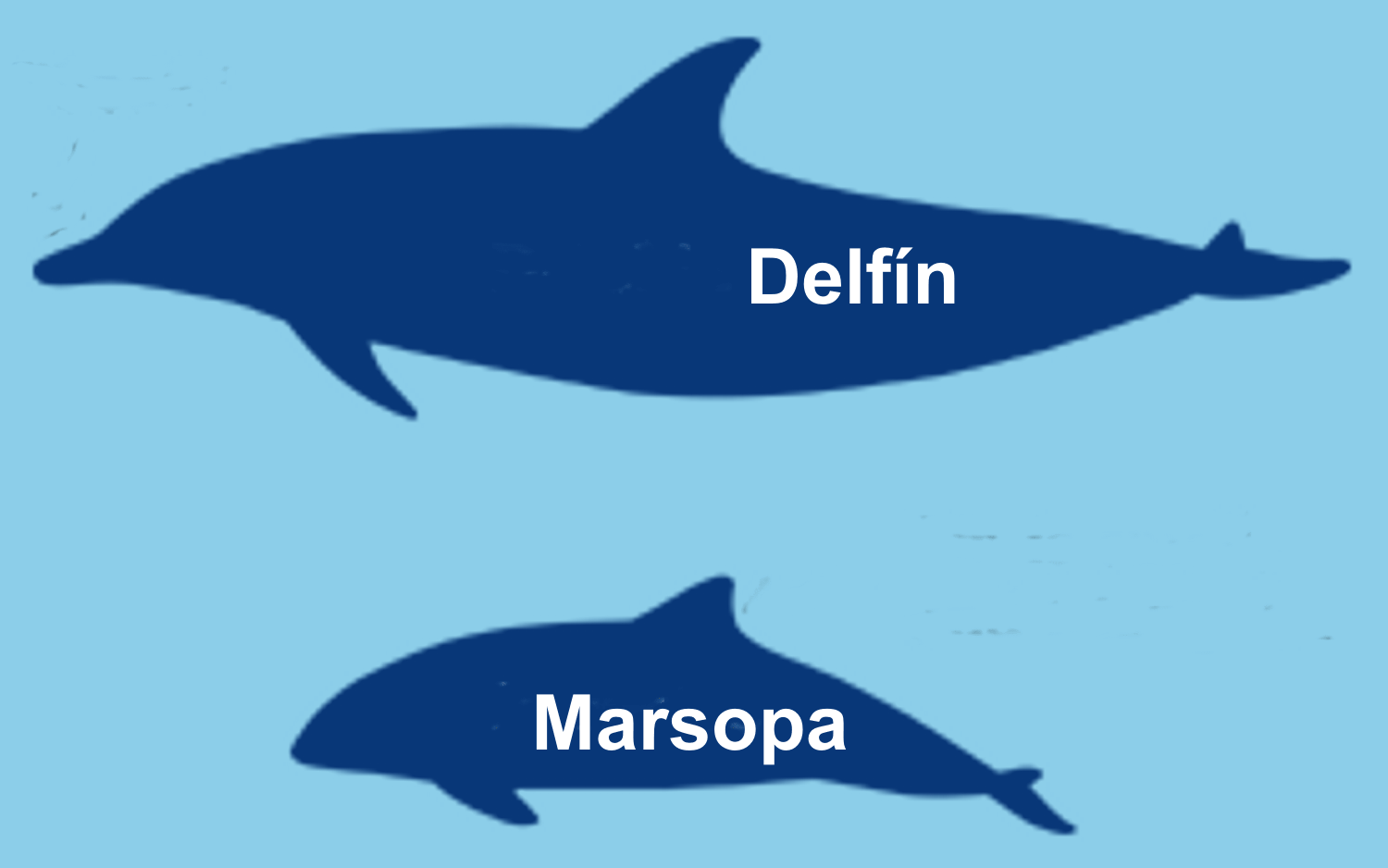
Diferencias entre marsopas y delfines.

## Taxonomía
La familia Phocoenidae está compuesta por 3 géneros totalizando siete especies y subespecies, tras la reciente aceptación de la marsopa lisa como una nueva especie. El descubrimiento de híbridos entre marsopas comunes y marsopas de Dall hembras indica que las dos especies pueden de hecho ser miembros del mismo género.
| Género       | Especie (binomial)          | Nombres vulgares         | Esquema de bocetos |
| Neophocaena  | Neophocaena phocaenoides    | Marsopa sin aleta        |                    |
| Neophocaena  | Neophocaena asiaeorientalis | Marsopa lisa             |                    |
| Phocoena     | Phocoena phocoena           | Marsopa común            |                    |
| Phocoena     | Phocoena sinus              | Vaquita marina o cochito |                    |
| Phocoena     | Phocoena dioptrica          | Marsopa de anteojos      |                    |
| Phocoena     | Phocoena spinipinnis        | Marsopa negra o espinosa |                    |
| Phocoenoides | Phocoenoides dalli          | Marsopa de Dall          |                    |

## Biología

### Anatomía
Las marsopas tienen una cabeza bulbosa, carente de orejas, un cuello no flexible, un cuerpo en forma de torpedo, extremidades modificadas en aletas y una aleta caudal. Su cráneo tiene órbitas oculares pequeñas, hocicos romos y ojos a los lados de la cabeza. Las marsopas varían en tamaño desde los 1,4 m y 54 kg de la vaquita hasta los 2,3 m y 220 kg de la marsopa de Dall. En general, tienden a ser más pequeñas que los demás cetáceos. Casi todas las especies tienen dimorfismo sexual sesgado hacia las hembras, siendo éstas más grandes que los machos, si bien estas diferencias son generalmente pequeñas. Una excepción es la marsopa de Dall.
Los odontocetos poseen dientes con células de cemento sobre células dentinas. A diferencia de los dientes humanos, que están compuestos principalmente de esmalte en la porción del diente fuera de la encía, los dientes de ballena tienen cemento fuera de la encía. Las marsopas tienen un estómago de tres cámaras, incluyedno un ante-estómago y cámaras fúndicas y pilóricas. Como otros odontocetos, las marsopas sólo poseen un espiráculo. Su respiración involucra expeler el aire estancado, formando un borbotón ascendiente y vaporoso, seguido por inhalar aire fresco en los pulmones. Todas las marsopas tienen una gruesa capa de grasa. Esta grasa puede proporcionar algún aislamiento contra el duro clima subacuático, así como protección en alguna medida en tanto los depredadores tendrían gran dficultad en atravesar una gruesa capa de grasa, y energía para épocas de menos reservas. Las crías nacen con sólo una delgada capa de grasa, pero rápidamente ganan de la leche una capa gruesa, que tiene un muy alto contenido de grasa.

### Locomoción
Las marsopas tienen dos aletas al frente y una aleta caudal. Aunque las marsopas no poseen extremidades traseras completamente desarrolladas, poseen discretos apéndices rudimentarios que pueden contener pies y dedos. Sus aletas, por ejemplo, contienen cuatro dedos. Las marsopas son rápidos nadadores comparados con las focas, que típicamente viajan entre 9 y 28 km/h. Si bien la fusion de las vértebras del cuello aumenta la estabilidad al nadar a altas velocidades, disminuye la flexibilidad lo que hace imposible que giren su cabeza. Al nadar, mueven su aleta caudal y su cuerpo inferior arriba y abajo, propeliéndose a través del movimiento vertical, mientras que sus aletas frontales se usan principalmente para girar. El movimiento de las aletas es continuo. Algunas especies salen a la superficie, lo que puede permitirles viajar más rápido, y en ocasiones saltan del agua. Su anatomía esqueletal les permite ser rápidos nadadores. Tienen una aleta dorsal triangular y bien definida, que les permite girar mejor en el agua. A diferencia de los delfines, están adaptadas a riberas, bahías y estuarios.

### Sentidos
El oído de las marsopas tiene adaptaciones específicas al ambiente marino. En los humanos, el oído medio funciona como un ecualizador de impedancia entre la baja impedancia del aire exterior y la alta impedancia del fluido coclear, En las ballenas y otros mamíferos marinos no existe gran diferencia entre los ambientes externos e internos. En vez de pasar el sonido a través del oído exterior hasta el oído medio, las marsopas reciben el sonido a través de la garganta, de la cual pasa a través de una cavidad llena de grasa y de baja impedancia hasta el oído interno. El oído de la marsopa está aislado acústicamente del cráneo por medio de senos llenos de aire, que permiten mejor audición direccional bajo el agua. Los odontocetos envían clics de alta frecuencia a través de un órgano conocido como melón. Este melón está hecho de grasa y el cráneo de estas criaturas que contienen melones tiene una gran depresión. La gran protuberancia sobre las cabezas de las marsopas es causada por el melón.
El ojo de la marsopa es relativamente pequeño para su tamaño, pero con todo retienen un buen grado de visión. Puesto que los ojos de las marsopas están localizados a los lados de su cabeza, su visión consiste en dos campos, en vez de una visión binocular como ocurre en el caso humano. Cuando las marsopas salen a la superficie, sus lentes y córneas corrigen la miopía que resulta de la refración de la luz. Sus ojos contienen bastones y conos, lo que significa que pueden ver en condiciones de poca y mucha luz. Las marsopas carecen, sin embargo, de pigmentos visuales sensibles a longitudes de onda cortas en sus conos, lo que indica una capacidad para la visión en color más limitada que la mayoría de mamíferos. La mayoría de marsopas tienen globos oculares ligeramente aplanados, pupilas alargadas (que se cierran al salir a la superficie para evitar el daño), córneas ligeramente aplanadas y un tapetum lucidum. Estas adaptaciones permiten que grandes cantidades de luz pasen a través del ojo y, por tanto, son capaces de formarse una imagen muy clara del área circundante.
Las marsopas carecen de lóbulos olfativos, lo que sugiere que carecen del sentido del olfato.
No se piensa que las marsopas tengan un buen sentido del gusto, en tanto sus papilas gustativas están atrofiadas o simplemente ausentes. Sin embargo, algunas tienen preferencias entre diferentes tipos de peces, lo que indica alguna suerte de vínculo con el gusto.

### Sueño
A diferencia de la mayoría de animales, las marsopas son respiradores conscientes. Todos los mamíferos duermen, pero las marsopas no pueden darse el lujo de quedarse inconscientes por mucho tiempo pues pueden ahogarse. Si bien el conocimiento sobre el sueño en cetáceos silvestres es limitado, se ha registrado que las marsopas en cautividad duermen con un lado de su cerebro a la vez, de forma que puedan nadar, respirar conscientemente, y evitar tanto a los depredadores como el contacto social durante su periodo de descanso.